# Hexentanz (Spiel)
Hexentanz ist ein Brettspiel des Autors Björn Hölle für 3 bis 6 Spieler ab 8 Jahren. Es erschien 1988 erstmals bei F.X. Schmid. Nach der Übernahme von F.X. Schmid erschien es 1999 bei Ravensburger. 2007 kam bei Ravensburger eine Neuauflage heraus. Das Spiel wurde in verschiedenen Sprachen verlegt.
Hexentanz ist eine Abwandlung des indischen Pachisi-Spiels.

## Inhalt
- Spielplan
- 25 Hexenhüte
- 30 Hexenköpfe (je 5× dunkelblau, gelb, grün, hellblau, rosa und rot)
- 1 Würfel
- Spielanleitung

## Spielplan
Der Spielplan besteht aus 36 Feldern (Ohne Start und Zielplätze). Zwischen dem Startplatz einer jeweiligen "Farbe" und deren Abflugfeld liegen in Spielrichtung 26 Felder (In Gegenspielrichtung 8). Es gibt kein Herauswerfen, sondern der betreffende Spielstein zieht 7 Felder rückwärts, nachdem seine Farbe allen Mitspielern gezeigt wurde. Ist dieses Feld wieder besetzt, zieht er weitere 7 Felder rückwärts. Wird mehrmals rückwärts gezogen, kommt man nach einer Runde nicht mehr an den gleichen Platz. Theoretisch müsste man sieben Runden immer sieben Felder rückwärts ziehen, bis man an den gleichen Platz käme, was aber im Spiel gar nicht vorkommen kann.

## Spielprinzip
Jeder Spieler erhält abhängig von der Anzahl der Mitspieler 2 bis 4 Figuren einer Farbe. Diese müssen, wie bei allen Pachisi-Abkömmlingen, von einer Startposition ins Ziel gebracht werden und „tanzen“ dabei um einen Hexenkessel. Die Farbe der Figuren ist allerdings von außen nicht zu erkennen – sie werden durch schwarze Kegel, ähnlich Hexenhüten verdeckt. Einzig eine Markierung auf der Unterseite verrät die Farbe, die nur eingesehen werden darf, wenn der Spieler diese Figur in sein Ziel führt, oder er darf beim Wurf einer „6“  eine Figur seiner Wahl anschauen, statt eine zu ziehen.

## Schwierigkeit
Im Gegensatz zu anderen Pachisi-Abkömmlingen, wo jede Figur eine sichtbare Farbe hat, muss sich der Spieler merken, welches seine Figuren sind. Da jeder Spieler jede Figur bewegen darf, ergeben sich einige taktische Varianten – z. B. gegnerische Figuren am Ziel vorbeiführen oder die eigene Figur mit einer fremden schlagen, denn diese müssen solange um jeweils sieben Felder zurückgesetzt werden, bis sie ein freies Feld finden, wodurch es möglich ist, vor das eigene Ziel „zurück“gesetzt zu werden. Allerdings wird die Farbe einer zurückgesetzten Hexe allen Spielern gezeigt, so dass man sich gut überlegen muss, wann das sinnvoll ist.

## Preise
Aufgenommen in die Auswahlliste zum Spiel des Jahres 1989.